# 1681-es soproni országgyűlés
A soproni országgyűlés az 1681-es évben I. Lipót magyar király által Sopronba összehívott országgyűlés volt.

## Előzmények
A kurucok Thököly Imre vezetésével hadjáratot indítottak a Habsburgok ellen. Bécs közeléig eljutottak a könnyűlovas harcmodornak köszönhetően, mert így gyorsan tudtak nagy távolságokat megtenni. I. Lipót olyan helyen akarta összehívni az országgyűlést, ami közel van Bécshez. Ezért először Pozsonyt választotta, de itt pestisjárvány volt, ezért lett Sopron a végleges helyszín 1681-ben. I. Lipót eközben ismét háborúba került XIV. Lajossal, és nyugalmat akart Magyarországon.

## Események
- Az alsó és a felsőház külön épületben ülésezett. Az alsóház a Cézár-házban míg a felsőház a Kecske-templomban és a városházán.
- Az országgyűlés ideje alatt koronázzák magyar királynévá I. Lipót feleségét, Pfalz–Neuburgi Eleonórát a Kecske-templomban.

## Következmények
- Helyreállították a rendi alkotmányt.
- Ismét nádort választottak, Esterházy Pál lett a nádor.
- Korlátozott mértékben (megyénként két artikuláris helyen) engedélyezték a protestáns vallásgyakorlást.